# Flüchtlingslager Osire
Das Flüchtlingslager Osire (offiziell englisch Osire Refugee Settlement) ist ein 1992 eingerichtetes Flüchtlingslager in der Region Otjozondjupa im zentralen Norden Namibias unweit der Hauptstraße C30. Es gilt laut UNHCR als eines der am besten organisierten Flüchtlingslager weltweit.
Die Flüchtlinge im Lager kommen vor allem aus Angola, Burundi, Somalia, Ruanda und der Demokratischen Republik Kongo. Im Oktober 2017 lebten dort etwa 3988 Menschen. 1998 lag die Zahl der Flüchtlinge bei 20.000, ehe sie seitdem bis 2010 auf etwa 6500 abnahm. Alle angolanischen Flüchtlinge wurden bereits zurückgeführt. Die Schließung des Lagers ist geplant.
Mit Stand Juni 2019 wird die Zahl der Lagerbewohner mit 5665 angegeben.